# 学甲湿地

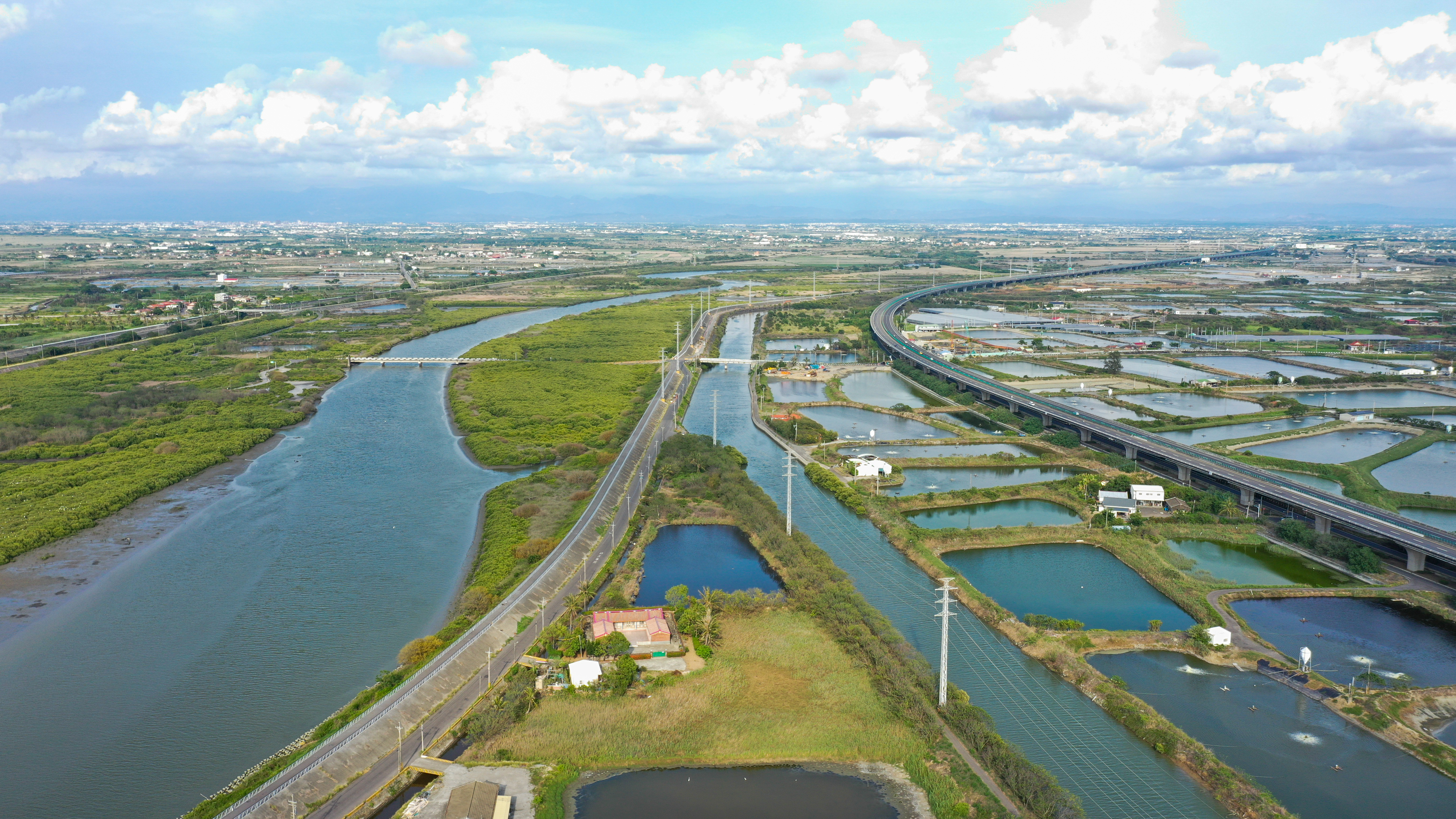
学甲湿地生態園地1

学甲湿地（がっこうしっち）は光華里の近く、台湾台南市学甲区の北に位置している。
元々は川岸の農地で、急水渓の変化により徐々に荒れた。
同時に地盤沈下の故、この地域は湿地生態園地に変え、大体20ヘクタールの面積を占めている。
学甲湿地には国際的な保育動物クロツラヘラサギと、多種多様な鳥類や植物、カニなどがある。

## 地理環境
学甲湿地は台湾台南市学甲区の北に位置し、北門区の筏仔頭集落に近づいている。急水渓を沿い、中洲、学甲と渡子頭の土地が繋がっている。
この湿地は元々倒風内海（ラグーン）が沈積し形成した。三百年ぐらい前、この土地は乾くて固い、アルカリ土壌であった。

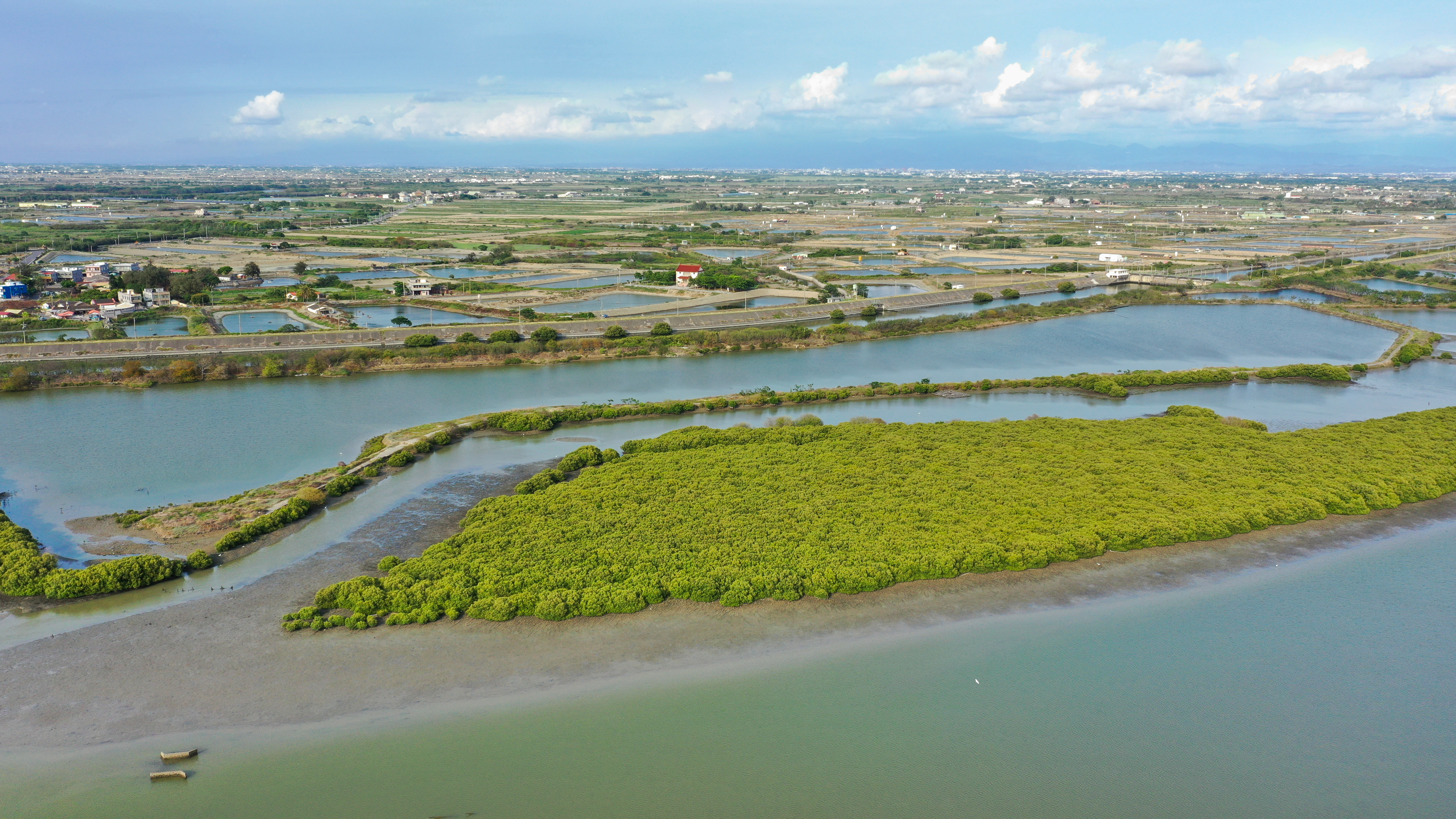
学甲湿地生態園地2

だが、急水渓長年の浸食、沈積により、耕作できる泥地に変わり、砂土と腐植土の特性がある土細かく粘質な土壌になった。

## 歴史
最初、この農地集落は「竿仔寮」と呼ばれた。
1990年代に地盤沈下が深刻になり、上流の白河ダムが放流した時、土地はよく水害を受け、塩害が生じ、肥沃度を失い、耕作できなくなかった。
そのため、全村の農民たちが1997年10月に移住し、残された土地は経営管理していなかったまま、海岸侵食により荒れ果て、現在の湿地になっている。
水利局は堤防を築いたが、土地を徴収しなかったので、元々の農地がだんだん行水区になった。
農民への補償と地域の水資源を保護するため、学甲区農会は農業委員会林務局（現在の農業部林業及び自然保育署）へ経費を稼ぎ、休耕補助の形式として農地を借り、湿地生態園地に変えた。
この園地の大部分は公有土地や行水区、残りの一部は農民に帰属している。

## 自然生態
台南市生態保育協会は学甲区農会に頼まれ、鳥類や植物に対する研究とモニタリングなどの湿地生態調査をしている。
人為的な干渉がなくなった後、食物も十分であり、堤防があるので風を防ぐこともできるから、たくさんの鳥類がどんどん集まり、湿地の生態が次第に豊かになり、水鳥やカニ、マングローブなどの生き物に対する最適な生息地になった。
2011年2月、台南市生態保育協会は「国際的なスターバード」と呼ばれた「クロツラヘラサギ」の群れが初めて発見した。
今迄の最高記録は約500羽であり、他には留め鳥や渡り鳥、例えばアフリカクロトキ、コサギ、チュウサギ、セイタカシギ、チュウシャクシギ、アカアシシギ、タカブシギ、バン (鳥類)、ヨーロッパトウネン、イソシギ、シロチドリ、ゴイサギとクロハラアジサシなどがある。
またここには色々なカニもあり、例えば、シオマネキ、ハクセンシオマネキ、ヒメシオマネキなどがある。
植物に関しては、合計21科42種類の植物が調べて記録した。その中に5科13種類の植物は2011年で新たに発見した。
ここの生態資源は非常に豊富なので、環境に対するレストレイションとプロテクションの価値がある。